# Objaw Kerniga

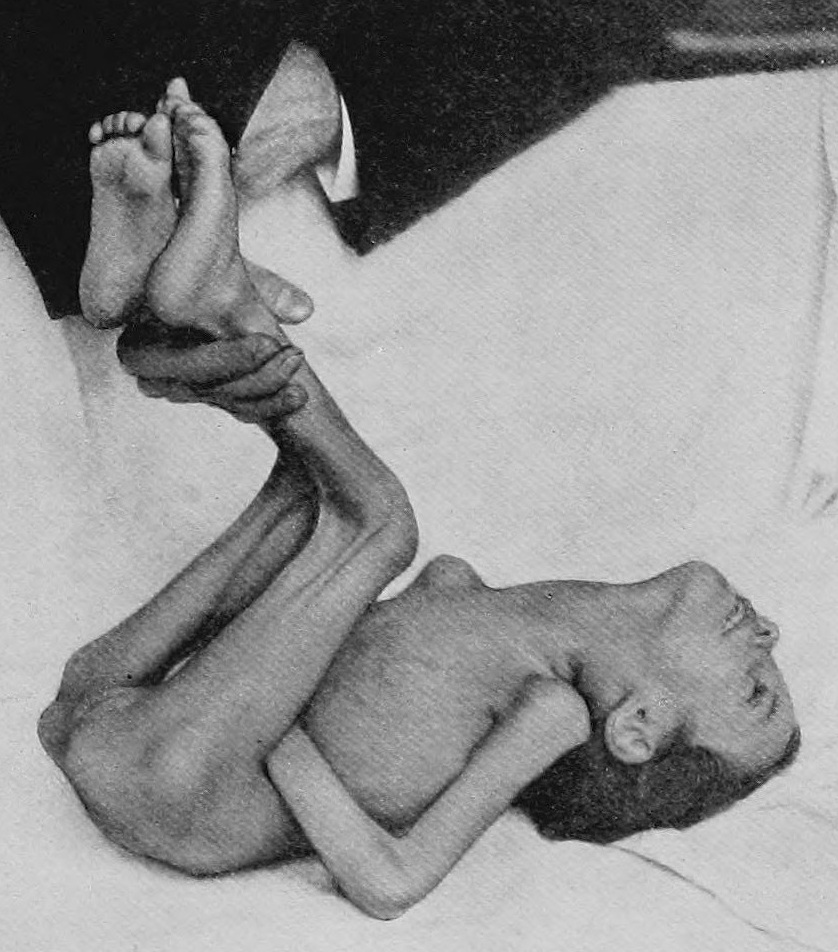
Dodatni objaw Kerniga u chorej.

Objaw Kerniga (ang. Kernig's sign) – objaw związany z zajęciem opon mózgowych przez stan zapalny, obecny u 5% dorosłych z zapaleniem opon mózgowo rdzeniowych. Wyróżnia się dwa objawy Kerniga:
- Górny: zginając tułów siedzącego pacjenta ku przodowi badający stwierdza odruchowe zgięcie kończyn dolnych w stawach kolanowym i biodrowym.
- Dolny: pacjent leży płasko na plecach; kończyna dolna pacjenta zgięta w stawie biodrowym o 90°, przy próbie wyprostowania w stawie kolanowym, pojawia się skurcz mięśni uniemożliwiający wyprost, powodując opór[2].

Objaw Kerniga jest obustronny w przeciwieństwie do objawu Lasègue’a w rwie kulszowej. Objaw opisał jako pierwszy Woldemar Kernig w 1882 roku.